# Hamed Dahane
Hamed Dahane (àrab: حامد دحان)  (Sidi Kacem, 1946 - Sidi Kacem, 13 de juliol de 2020) és un exfutbolista marroquí de la dècada de 1970.
Fou internacional amb la selecció del Marroc amb la qual participà en la Copa del Món de futbol de 1970.
Pel que fa a clubs, destacà a Union Sidi Kacem.